# Єфімова Юлія Андріївна
Юлія Андріївна Єфімова (рос. Юлия Андреевна Ефимова, 3 квітня 1992) — скандальна російська плавчиня, олімпійська медалістка. Мешкає і тренується в США.

## Виступи на Олімпіадах
| Олімпіада           | Дисципліна                                                             | Місце |
| ------------------- | ---------------------------------------------------------------------- | ----- |
| Пекін 2008          | плавання на 100 метрів брасом                                          | 4     |
| Пекін 2008          | плавання на 200 метрів брасом                                          | 5     |
| Пекін 2008          | комплексна естафета 4 × 100                                            | 5     |
| Лондон 2012         | плавання на 100 метрів брасом                                          | 7     |
| Лондон 2012         | плавання на 200 метрів брасом                                          | 3     |
| Лондон 2012         | комплексна естафета 4 × 100                                            | 4     |
| Ріо-де-Жанейро 2016 | Плавання на літніх Олімпійських іграх 2016 — 100 метрів брасом (жінки) | 2     |
| Ріо-де-Жанейро 2016 | Плавання на літніх Олімпійських іграх 2016 — 200 метрів брасом (жінки) | 2     |

## Після перемоги в Ріо-2016
Одразу після свого виступу на Олімпіаді в Ріо-де-Жанейро та здобуття першої срібної медалі для збірної Росії, у відповідь на запитання кореспонденту CNN по подальші плани спортсменки, Єфімова  заявила про своє бажання повернутися до дому.

## Зовнішні посилання
- Досьє на sport.references.com [Архівовано 4 грудня 2016 у Wayback Machine.]